# Manzana Tercera Loma de Hidalgo
Manzana Tercera Loma de Hidalgo är en ort i Mexiko, tillhörande kommunen Jiquipilco i den nordvästra delen av delstaten Mexiko. Orten hade 505 invånare vid folkräkningen 2010.